# Тучненский сельский совет (Белопольский район)
Тучненский сельский совет (укр. Тучненська сільська рада) — входит в состав
Белопольского района
Сумской области
Украины.
Административный центр сельского совета находится в 
с. Тучное
.

## Населённые пункты совета
- с. Тучное
- с. Александровка